# Anna Korakaki
Anna Korakaki (Drama, Grècia, 8 d'abril de 1996) és una tiradora olímpica grega, especialitzada en les proves de 10 i 25m de pistola d'aire. És doble medallista olímpica en els Jocs Olímpics de Rio 2016, on va guanyar la medalla d'or en la prova dels 25m de pistola d'aire i la medalla de bronze en la prova dels 10m de pistola d'aire. Això la va convertir en la primera atleta grega capaç de guanyar dues medalles en una mateixa olimpíada. L'última vegada que això havia passat fou el 1912 als Jocs Olímpics d'Estocolm, quan el grec Konstandinos Tsiklitiras va aconseguir medalla en la prova de salt d'alçada i de salt de llargada. A més, ha guanyat 3 medalles (1 d'or) en els Campionats del món, 4 medalles (2 d'or) en els Jocs Europeus i 1 medalla d'or en els Campionats d'Europa.
Korakaki és llicenciada en Educació especial per la Universitat de Macedònia a Tessalònica. Va començar a practicar el tir després d'una important lesió en una cama, realitzant altres esports com l'atletisme o el voleibol. Des de l'ashores l'ha entrenat el seu pare, el també tirador Tasos Korakakis.
El 12 de març de 2020, Anna Korakaki es va convertir en la primera dona en iniciar el relleu de la torxa olímpica, en el seu camí cap als Jocs Olímpics de Tòquio.

## Trajectòria professional
| Jocs Olímpics      | Jocs Olímpics    | Jocs Olímpics | Jocs Olímpics                  |
| ------------------ | ---------------- | ------------- | ------------------------------ |
| Any                | Seu              | Posició       | Prova                          |
| 2016               | Rio de Janeiro   | 1             | Pistola d'aire 25m             |
| 2016               | Rio de Janeiro   | 3             | Pistola d'aire 10m             |
| 2020               | Tòquio           | 6a posició    | Pistola d'aire 10m             |
| 2020               | Tòquio           | 6a posició    | Pistola d'aire 25m             |
| Campionat del Món  |                  |               |                                |
| 2018               | Changwon         | 1             | Pistola d'aire 10m             |
| 2018               | Changwon         | 9a posició    | Pistola d'aire 25m             |
| 2022               | Caire            | 2             | Pistola d'aire 10m             |
| 2022               | Caire            | 4a posició    | Pistola d'aire 25m             |
| 2023               | Bakú             | 2             | Pistola d'aire 10m             |
| 2023               | Bakú             | 12a posició   | Pistola d'aire 25m             |
| Jocs Europeus      |                  |               |                                |
| 2015               | Bakú             | 19a posició   | Pistola d'aire 10m             |
| 2015               | Bakú             | 10a posició   | Pistola d'aire 25m             |
| 2015               | Bakú             | 2             | Pistola 10m mixt               |
| 2019               | Minsk            | 2             | Pistola d'aire 10m             |
| 2019               | Minsk            | 1             | Pistola d'aire 25m             |
| 2023               | Cracòvia         | 4a posició    | Pistola d'aire 10m             |
| 2023               | Cracòvia         | 5a posició    | 10m Pistola Equip mixt         |
| 2023               | Cracòvia         | 1             | Pistola d'aire 25m             |
| Campionat d'Europa |                  |               |                                |
| 2017               | Bakú             | 6a posició    | Pistola d'aire 25m             |
| 2019               | Bolonya/Tolmezzo | 5a posició    | Pistola d'aire 25m             |
| 2021               | Osijek           | 13a posició   | Pistola d'aire 10m             |
| 2021               | Osijek           | 9a posició    | Pistola d'aire 25m             |
| 2023               | Tallinn          | 1             | Pistola d'aire 10m             |
| 2023               | Tallinn          | 24a posició   | Pistola d'aire 10 m Equip mixt |